# Tecno Racing Team
Tecno Racing Team foi uma construtora de Fórmula 1 da Itália, fundada em 1961 pelo irmãos Luciano e Gianfranco Pederzani. 
Com sede em Bolonha, participou de 10 grandes prêmios, com onze diferentes carros entre 1972 e 1973. Marcou apenas 1 ponto, com o neozelandês Chris Amon, ao chegar em sexto lugar no GP dos Países Baixos de 1973. O inglês Derek Bell e o italiano Nanni Galli também correram pela equipe, em 1972.